# Natthikorn Yaprom
Natthikorn Yaprom (thailändisch ณัฏฐิกรณ์ ย่าพรหม; * 1. Oktober 1994 in Sakon Nakhon) ist ein thailändischer Fußballspieler.

## Karriere
Natthikorn Yaprom spielte bis Ende 2016 beim BBCU FC. Wo er vorher gespielt hat, ist unbekannt. Der Verein aus der thailändischen Hauptstadt Bangkok spielte in der ersten Liga, der Thai Premier League. Ende 2016 musste er mit BBCU in die zweite Liga absteigen. Nach dem Abstieg verließ er Bangkok und wechselte nach Trat zum Zweitligisten Trat FC. Hier unterschrieb er einen Einjahresvertrag. Nach Vertragsende war er bis Mitte 2019 vertrags- und vereinslos. Mitte 2019 nahm ihn der Viertligist Chainat United FC unter Vertrag. Der Klub aus Chainat spielte in der vierten Liga, der Thai League 4, in der Western Region. 2020 wurde er vom Zweitligisten Samut Sakhon FC aus Samut Sakhon verpflichtet. Für Samut stand er 14-mal in der zweiten Liga auf dem Spielfeld. Am Ende der Saison musste er mit Samut in die dritte Liga absteigen. Nach dem Abstieg verließ er Samut und schloss sich dem Drittligisten Muang Loei United FC an. Die Ligarivalen Wiang Sa Surat Thani City FC sowie Pathumthani University FC waren 2022 die nächsten Stationen. Im Dezember 2022  unterschrieb er in Suphan BuriSuphanburi einen Vertrag beim Thai League 2ZweitligistenSuphanburi FC. Für Suphanburi bestritt er in der Rückrunde sechs Ligaspiele. Im Sommer 2023 wurde sein Vertrag aufgelöst. Im August 2023 nahm ihn der Drittligist Bankhai United FC unter Vertrag. Mit dem Verein spielt er in der Eastern Region der Liga.